# 야로슬라프 2세 이자슬라비치

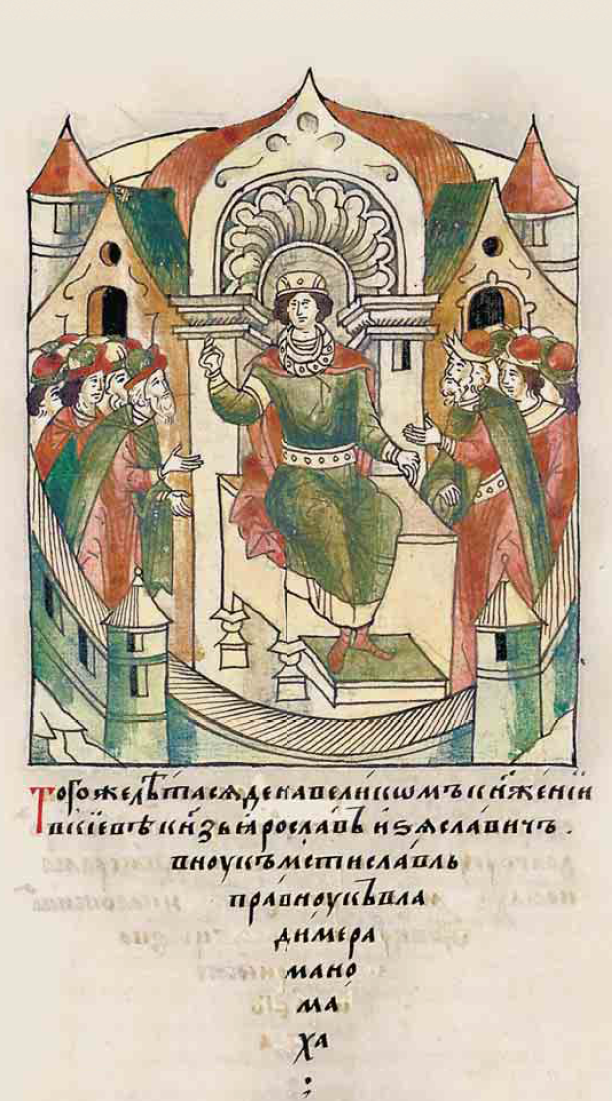

야로슬라프 2세(러시아어: Ярослав Изяславич 야로슬라프 이자슬라비치[*], 우크라이나어: Ярослав Ізяславич 야로슬라우 이자슬라비치[*], ? ~ 1180년경)는 키예프 대공국의 대공(재위: 1174년 ~ 1175년, 1180년)이다. 류리크 왕조 출신이다.

## 생애
이자슬라프 2세 대공의 아들이자 므스티슬라프 2세 대공의 형제이다. 키예프 대공에 즉위하기 이전에는 투라우 공작(1146년), 노브고로드(벨리키노브고로드) 공작(1148년 ~ 1154년), 루츠크 공작(1157년 ~ 1180년)을 역임했다.
안드레이 돌고루키 대공이 살해된 이후에 야로슬라프의 가족들은 그를 키예프 대공으로 즉위하려는 계획을 획책했다. 1174년 스뱌토슬라프 3세를 몰아내고 키예프 대공으로 즉위했다.
| 전임 류리크 2세 | 키예프 대공 1174년 ~ 1175년, 1180년 | 후임 스뱌토슬라프 3세 |